# 3-Thujole
| 3-Thujole                  |                                  |                                  |                                  |                                  |
| Name                       | (−)-3-Thujol                     | (+)-3-Isothujol                  | (−)-3-Neothujol                  | (+)-3-Neoisothujol               |
| Strukturformel             | Struktur von 3-Thujol            | Struktur von Iso-3-thujol        | Struktur von Neo-3-thujol        | Struktur von Neoiso-3-thujol     |
| CAS-Nummer                 | 35732-37-7                       | 35732-36-6                       | 31187-53-8                       | 35732-34-4                       |
| PubChem                    | 90658274                         | 90658274                         | 90658274                         | 90658274                         |
| ChemSpider                 | 10110                            | 10110                            | 10110                            | 10110                            |
| Summenformel               | C10H18O                          | C10H18O                          | C10H18O                          | C10H18O                          |
| Molare Masse               | 154,14 g·mol−1                   | 154,14 g·mol−1                   | 154,14 g·mol−1                   | 154,14 g·mol−1                   |
| GHS- Kennzeichnung         | \| keine Einstufung verfügbar \| | \| keine Einstufung verfügbar \| | \| keine Einstufung verfügbar \| | \| keine Einstufung verfügbar \| |
| H- und P-Sätze             | H: siehe oben                    | H: siehe oben                    | H: siehe oben                    | H: siehe oben                    |
| H- und P-Sätze             | EUH: siehe oben                  |                                  |                                  |                                  |
| H- und P-Sätze             | P: siehe oben                    |                                  |                                  |                                  |
| keine Einstufung verfügbar |                                  |                                  |                                  |                                  |

3-Thujole (auch 3-Thujanole) sind eine Gruppe stereoisomerer Terpenalkohole. Von den 4-Thujolen unterscheiden sie sich durch die Position der Hydroxylgruppe.

## Vorkommen

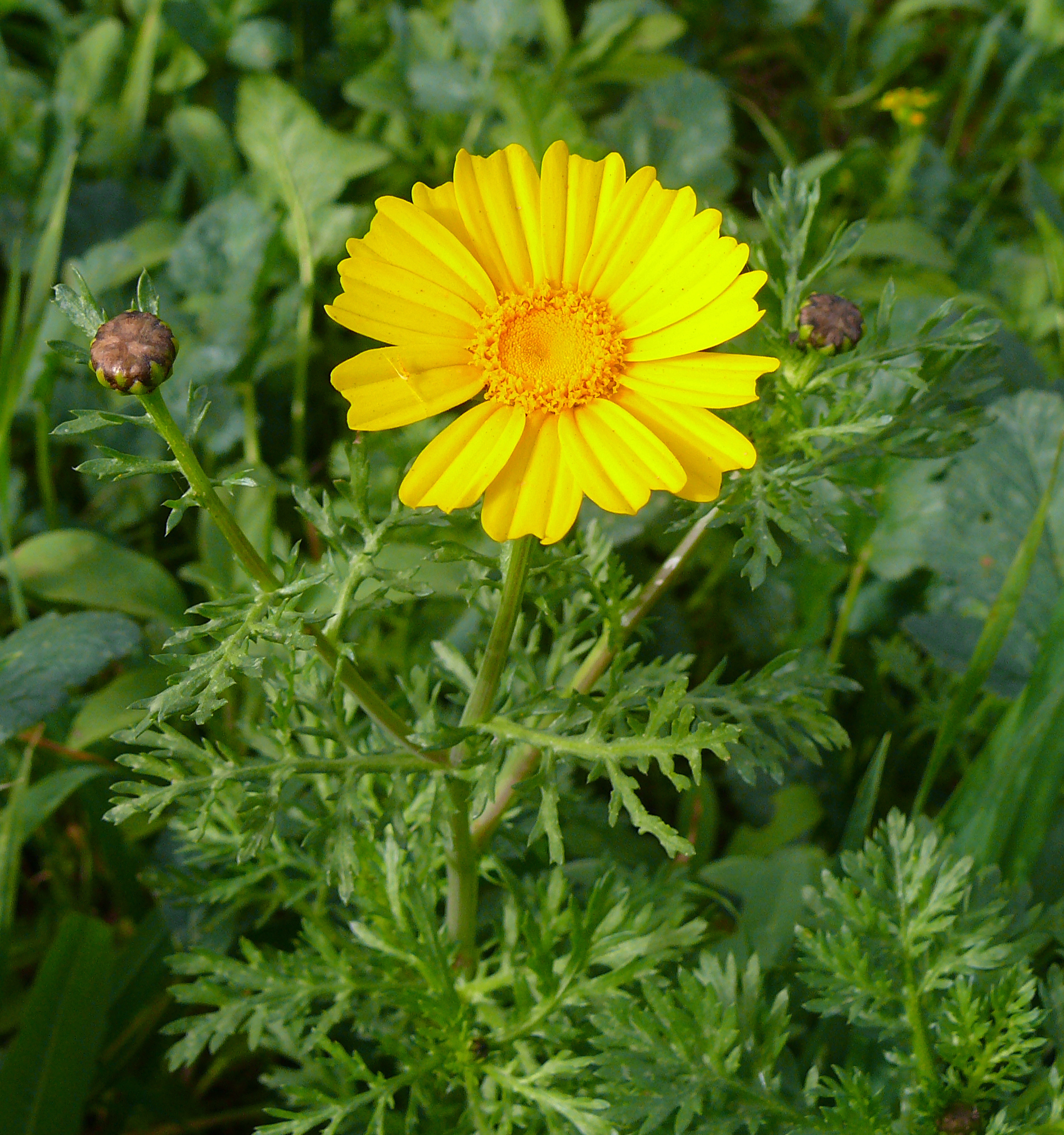
Die Kronenwucherblume enthält Neoiso-3-thujol

Iso-3-thujol ist der Hauptbestandteil des ätherischen Öls der Laugenblume Cotula cinerea. Auch Neo-3-thujol und Neoiso-3-thujol sowie Acetate mehrerer 3-Thujole kommen in der Pflanze vor. Neoiso-3-thujol kommt in der Kronenwucherblume vor.

## Gewinnung
Durch Reduktion von (−)-α-Thujon können 3-Thujol und Neo-3-thujol gewonnen werden. Im Allgemeinen entstehen dabei beide Diastereomere, jedoch kann durch geeignete Reaktionsbedingungen ein hoher Enantiomerenüberschuss erzielt werden. Mit Aluminiumtriisopropanolat in Isopropanol am Rückfluss entsteht 87 % 3-Thujol, mit Lithiumaluminiumhydrid in Diethylether bei −78 °C entsteht 89 % Neo-3-thujol. Analog können Iso-3-thujol und Neoiso-3-thujol durch Reduktion von (+)-β-Thujon gewonnen werden. Auch in diesem Fall hängt der Enantiomerenüberschuss stark von den Reaktionsbedingungen ab. In den meisten Fällen entsteht bevorzugt Neoiso-3-thujol, zum Beispiel 88 % mit Aluminium-sec-butanolat in sec-Butanol am Rückfluss.

## Verwendung
(−)-3-Thujol ist in der EU unter der FL-Nummer 02.207 als Aromastoff für Lebensmittel allgemein zugelassen.
(−)-3-Thujol kann als Ausgangspunkt für die Synthese von trans-4-Thujol verwendet werden.